# برای اثبات بی‌گناهی
برای اثبات بی‌گناهی (انگلیسی: For the Defense) یک فیلم درام جنایی پیشا-کد است که در سال ۱۹۳۰ منتشر شد.

## بازیگران
- ویلیام پاول
- کی فرانسیس
- ویلیام بی. دیویدسون
- جان الیوت
- جیمز فینلیسون
- چارلز وست
- جرج «گبی» هیز
- اسکات کولک
- برترام ماربورگ
- توماس جکسون
- جان کرامول
- کین ریچموند